# Apolo Anton Ohno
Apolo Anton Ohno (* 22. Mai 1982 in Seattle, Washington) ist ein ehemaliger US-amerikanischer Shorttrack-Eisschnellläufer. Zwischen 2002 und 2010 gewann er acht Medaillen bei Olympischen Winterspielen, darunter zwei goldene.
Ohno begann seine sportliche Karriere Mitte der 1990er-Jahre und errang 1997 im Alter von 14 Jahren seinen ersten von elf nationalen Meistertiteln. 2002 wurde er bei den Winterspielen in Salt Lake City Olympiasieger im 1500-Meter-Rennen, vier Jahre später gelang ihm in Turin über 500 Meter der gleiche Erfolg. Mehr als zehn Jahre lang gehörte Ohno der Shorttrack-Weltspitze an und gewann in dieser Zeit unter anderem dreimal den Mehrkampf-Gesamtweltcup sowie 2008 den Weltmeistertitel im Mehrkampf. Die letzten Wettkämpfe seiner Laufbahn bestritt er bei den Olympischen Winterspielen 2010 in Vancouver, wo er mit drei weiteren Medaillen zu einem der historisch erfolgreichsten US-amerikanischen Teilnehmer an Winterspielen wurde.
In den Vereinigten Staaten besaß Ohno auch dank verschiedener Fernsehauftritte – etwa einem Sieg in der Show Dancing with the Stars 2007 – große Beliebtheit und trug zur Popularisierung der Randsportart Shorttrack bei. Insbesondere in Südkorea wurde er hingegen vor allem wegen einer Kontroverse um seinen ersten Olympiasieg kritisch gesehen und zwischenzeitlich stark angefeindet. Nach seinem Karriereende arbeitete Ohno unter anderem als Kommentator für NBC und investierte in verschiedenen Geschäftsfeldern. 2019 wurde er in die United States Olympic & Paralympic Hall of Fame aufgenommen.

## Sportliche Laufbahn

### Anfänge
Apolo Anton Ohno wuchs in Federal Way in der Metropolregion Seattle als Sohn des alleinerziehenden Friseurs Yuki Ohno auf, der in Seattle einen Salon betrieb. Sein Vater meldete ihn als Sechsjährigen zunächst in einem Schwimmclub an und nahm ihn wenig später zur Rollschuhbahn mit, wo Ohno mit dem Quad- und Inlineskaten anfing. Sowohl im Schwimmen als auch im Inlineskating feierte er als Kind Erfolge: Mit zwölf Jahren wurde er in seiner Altersklasse Meister des Staates Washington im Brustschwimmen und hielt nationale Inline-Rekorde. Die Übertragung der olympischen Shorttrack-Wettkämpfe 1994 weckte Ohnos Interesse an der Eislaufdisziplin. Gemeinsam mit seinem Vater reiste er in den folgenden Jahren für Trainings und Wettkämpfe unter anderem nach Eugene und Vancouver, wo er sich an den zur internationalen Spitze gehörenden kanadischen Shorttrackern orientierte. Mit 13 Jahren belegte Ohno im Januar 1996 den vierten Rang bei der nationalen Qualifikation für die Juniorenweltmeisterschaften. Er stand dabei in direkter Konkurrenz zu Athleten, die bis zu fünf Jahre älter waren. Ohnos Leistungen – verbunden mit drängenden Nachfragen seines Vaters, der nach weiteren Fördermöglichkeiten für seinen Sohn suchte – überzeugten den für das US-Juniorenteam verantwortlichen Trainer Patrick Wentland, den Nachwuchsathleten am Lake Placid Olympic Center aufzunehmen, obwohl er das festgelegte Mindestalter von 15 Jahren noch nicht erreicht hatte. Im Sommer 1996 zog Ohno nach Lake Placid, um dort gemeinsam mit dem Junioren-Nationalkader zu trainieren.
Unter Wentlands Anleitung verbesserte Ohno seine Eislauftechnik und entschied im März 1997 mit 14 Jahren die US-Meisterschaften der Erwachsenen für sich. Er triumphierte vor dem mehrfachen Olympiateilnehmer Andy Gabel und qualifizierte sich für den amerikanischen Nationalkader, der bei Jeroen Otter in Colorado Springs trainierte. Bei Ohnos erster WM-Teilnahme einen Monat nach dem nationalen Meistertitel verpasste er als 19. eine vordere Platzierung. Enttäuscht und von der Saison erschöpft legte Ohno im Sommer gegen Otters Rat eine halbjährige Trainingspause ein, die er in Seattle verbrachte und in der er deutlich an Gewicht zunahm. Im Januar 1998 platzierte er sich unter 16 Teilnehmern auf dem letzten Rang bei der nationalen Olympiaausscheidung und verpasste damit die Qualifikation für die Winterspiele in Nagano. Er baute sein Training in den Folgemonaten neu auf – zunächst am Juniorenstützpunkt in Lake Placid, dann wieder in Colorado Springs, wo mittlerweile Patrick Wentland die Betreuung des Nationalkaders übernommen hatte. Zudem arbeitete er mit einem Sportpsychologen zusammen. Im November 1998 gewann Ohno in Székesfehérvár über 1000 Meter vor dem amtierenden Olympiasieger auf dieser Strecke, dem Südkoreaner Kim Dong-sung, zum ersten Mal ein Rennen im Shorttrack-Weltcup. Zwei Monate später wurde er in Montreal als erster US-Amerikaner Shorttrack-Juniorenweltmeister.
Ab 1999 festigte Ohno stetig seine Position als führender US-amerikanischer Shorttracker. Er siegte regelmäßig bei nationalen Meisterschaften im Mehrkampf (bis 2009 insgesamt elf Mal) und stellte US-Rekorde über 500 Meter sowie 1500 Meter auf. Im Training löste sich Ohno Anfang der 2000er-Jahre für einige Zeit weitgehend vom Nationalteam und arbeitete mit anderen Trainern zusammen, weil er die Betreuung der neuen leitenden Trainerin Sue Ellis als wenig förderlich empfand. In seiner 2002 erschienenen Autobiographie schrieb er, Ellis habe vollkommen andere Trainingsschwerpunkte gesetzt, als er es gewohnt gewesen sei: Sie habe vor allem Krafttraining und Anhebung der Laktatschwelle in den Fokus gestellt, während seine Konzentration auf Radfahren und Herz-Kreislauf-Training lag. In der Saison 2000/01 entschied Ohno zwölf Weltcup-Einzelrennen und drei Mehrkämpfe für sich. Am Saisonende stand er an der Spitze der Weltcup-Gesamtwertung im Mehrkampf (vor dem mehrfachen Weltmeister Li Jiajun aus China) sowie der 500-Meter-, 1000-Meter- und 1500-Meter-Klassements. Bei den Weltmeisterschaften 2001 in Jeonju gewann Ohno hinter Li die Silbermedaille im Mehrkampf mit einem Streckensieg im abschließenden 3000-Meter-Rennen und wurde zudem gemeinsam mit Rusty Smith, Daniel Weinstein und Ron Biondo zum ersten Mal Staffelweltmeister.

### Olympische Winterspiele 2002

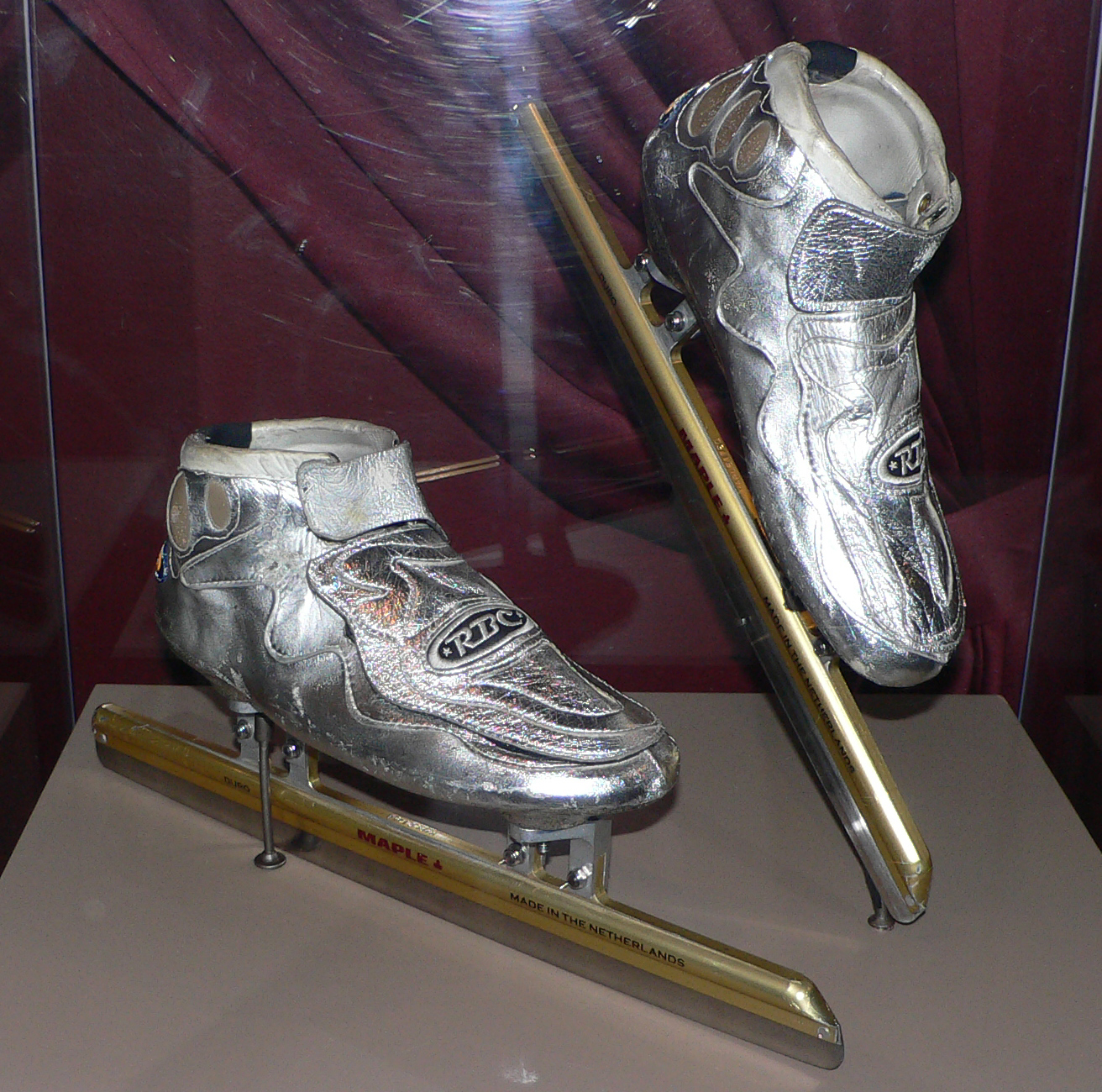
Ohnos bei den Winterspielen 2002 getragene Schlittschuhe, ausgestellt im National Museum of American History

Im Dezember 2001 qualifizierte sich Ohno mit mehreren Streckensiegen bei den nationalen Auswahlrennen für die Olympischen Winterspiele 2002 in Salt Lake City. Über 1500 Meter stellte er dabei mit einer Zeit von 2:13,728 Minuten einen Weltrekord auf. Nach den Wettkämpfen warf der nicht qualifizierte Tommy O’Hare Ohno und Rusty Smith vor, das abschließende 1000-Meter-Rennen absichtlich gegen ihren Freund Shani Davis verloren zu haben, um Davis die Olympiateilnahme zu ermöglichen. Ein Schlichter sprach die beschuldigten Athleten im Januar 2002 von jeglichem Fehlverhalten frei. O’Hare hatte seine formelle Beschwerde bereits zuvor zurückgezogen.
In Salt Lake City gewann Ohno die Silbermedaille im 1000-Meter-Rennen und wurde Olympiasieger über die 1500-Meter-Distanz. Das 1000-Meter-Finale endete mit einem Sturz der führenden vier Läufer Li Jiajun, Ohno, Ahn Hyun-soo und Mathieu Turcotte in der letzten Kurve vor dem Ziel. Der abgehängte Australier Steven Bradbury profitierte von dem Zwischenfall und überquerte die Ziellinie als Erster, gefolgt von Ohno, der sich nach dem Sturz aufrichtete, dann wieder fiel und auf Händen und Füßen über die Ziellinie rutschte. Damit gewann er die Silbermedaille. Das 1500-Meter-Rennen wurde ab der Wettkampfhälfte vom Südkoreaner Kim Dong-sung angeführt. Ohno setzte sich in der vorletzten Runde hinter Kim an die zweite Stelle. In der letzten Runde schickte er sich an, den Koreaner zu überholen, brach das Manöver aber ab – mutmaßlich weil Kim ihn blockiert hatte – und hob die Hände in die Luft. Kim erreichte das Ziel vor Ohno als Erster, wurde aber kurz danach wegen cross-tracking (= Behinderung von Ohno durch Kreuzen seines Laufweges) vom Schiedsrichter James Hewish disqualifiziert. Unter dem Beifall des überwiegend amerikanischen Publikums bekam Ohno den Olympiasieg zugesprochen. Die Entscheidung zog ein kontroverses Echo nach sich. Während Ohno sie als eindeutig richtig ansah und Unterstützung etwa vom Bronzemedaillengewinner Marc Gagnon erhielt, bestritt insbesondere die südkoreanische Presse ein Foul Kims. Stattdessen unterstellten einige Zeitungen Ohno Schauspielerei und unsportliches Verhalten („Hollywood action“): Er sei nicht schnell genug gewesen, um Kim zu überholen, seine Geste des Handhebens sei ein Trick gewesen, um die Aufmerksamkeit des Schiedsrichters und des Publikums auf sich zu ziehen.
Das Koreanische Olympische Komitee protestierte erfolglos beim Internationalen Olympischen Komitee, bei der Internationalen Eislaufunion und beim Internationalen Sportgerichtshof gegen die Disqualifikation Kims. Ohno erhielt nach dem Wettkampf mindestens 40 Morddrohungen per E-Mail und stand für den Rest der Winterspiele unter Polizeischutz. Er blieb in den verbliebenen beiden Wettkämpfen ohne Medaille: Über 500 Meter wurde er im Halbfinale wegen Behinderung eines Gegners disqualifiziert, im Staffelfinale stürzte sein Mannschaftskollege Rusty Smith, das US-Team belegte letztlich den vierten Rang.

### Entwicklung und Erfolge zwischen 2002 und 2010

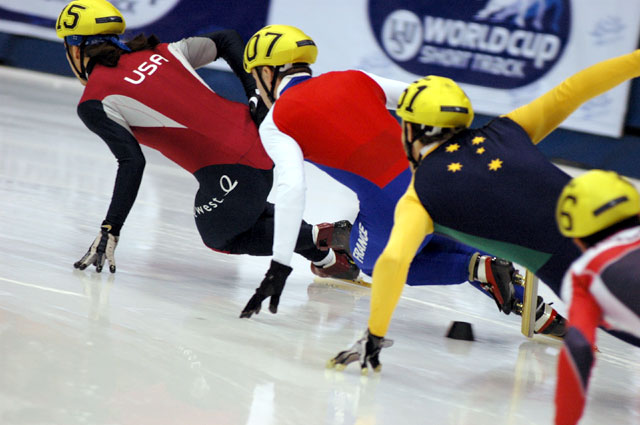
Ohno (in Führung liegend) bei einem Weltcuprennen 2004

In den Wintern nach seinem ersten Olympiasieg blieb Ohno Teil der Weltspitze im Shorttrack. 2002/03 und 2004/05 entschied er zum zweiten beziehungsweise dritten Mal den Mehrkampf-Gesamtweltcup für sich, in der dazwischenliegenden Saison 2003/04 belegte er Rang drei in dieser Wertung hinter Ahn Hyun-soo und Song Suk-woo. Bei den Weltmeisterschaften 2005 in Peking siegte Ohno über 1000 Meter sowie 3000 Meter und gewann hinter Ahn die Silbermedaille im Mehrkampf. Als prägend für die Zeit zwischen den Winterspielen in Salt Lake City und denen in Turin 2006 bezeichnete Ohno in seiner 2010 erschienenen Autobiographie das weiterhin angespannte Verhältnis zur südkoreanischen Öffentlichkeit. Aus Sicherheitsbedenken sagten er und seine Teamkollegen die Teilnahme am Weltcup im November 2003 in Jeonju ab. Erst 2005 trat er unter strengen Schutzvorkehrungen wieder zu einem Wettkampf in Südkorea an, wurde zweimal disqualifiziert und entschied zwei Rennen für sich. Auch zur Entspannung seiner Beziehung mit der koreanischen Presse reiste Ohno im Sommer 2006 nach Südkorea und trainierte dort gemeinsam mit den ortsansässigen Athleten in der Nähe von Seoul.
Um mit jüngeren, leichteren Konkurrenten wie Ahn Hyun-soo mithalten zu können, arbeitete Ohno an seinem Körper: Mit Unterstützung seines Privattrainers John Schaeffer, der ihn seit 2003 parallel zur neuen Nationaltrainerin Li Yan betreute, stellte er seine Ernährung um, verzichtete weitgehend auf kohlehydratreiche Kost und verringerte seinen Körperfettanteil bis 2010 auf 2,8 Prozent. In den Jahren vor Olympia 2010 reduzierte er sein Gewicht um mehrere Kilogramm auf 66 kg. Gleichzeitig trainierte er insbesondere seine Beinmuskulatur und drückte nach eigener Aussage in einem typischen Workout Anfang 2010 einbeinig etwa 450 kg (1000 Pfund) an der Beinpresse. Gemäß Ohnos Beobachtung hatte sich der Sport gegenüber früheren Jahren verändert: Anders als noch 2002 habe nun hohe Geschwindigkeit nicht mehr allein die zentrale Rolle gespielt, dafür hätten sowohl effizientes Laufen als auch Kraft an Bedeutung gewonnen. Seine typische Rennstrategie über den Großteil seiner Karriere beschrieb Ohno in seiner Autobiographie von 2010 dahingehend, dass er sich zu Beginn eines Rennens kräfteschonend hinten im Feld aufgehalten habe, um dann am Ende an den anderen Läufern vorbeizulaufen. Ein Bericht der Süddeutschen Zeitung äußerte sich 2006 bewundernd über die diesbezügliche „Lässigkeit“ Ohnos, mit der er die ersten Runden bestreite, bis er plötzlich sein Gewicht verlagere, Schwung aufnehme und sich an die Spitze setze. Er selbst galt als schwer zu überholen – ein Porträt von Sports Illustrated charakterisierte ihn 2004 in dieser Hinsicht als „körperlichen und raffinierten Läufer“ (im Original: „physical and cunning skater“) und zitierte seinen kanadischen Kontrahenten Mathieu Turcotte, dass er gegen Ohno nur gewinnen könne, wenn er das Rennen von vorne gestalte.
Bei den olympischen Shorttrack-Wettbewerben 2006 in Turin gewann Ohno drei weitere Medaillen, darunter über 500 Meter eine zweite goldene. Auf der Sprintstrecke lief er in olympischer Rekordzeit von 41,935 Sekunden zum Sieg vor François-Louis Tremblay und Ahn Hyun-soo, der zuvor die beiden anderen Einzelrennen für sich entschieden hatte. Abweichend zu seiner üblichen Rennstrategie führte Ohno den Wettkampf vom Start weg an und behielt die erste Position durchgängig bis ins Ziel. Rückblickend sprach er von einem „perfekten Rennen“ über die 500-Meter-Distanz, auf der er sonst weniger Erfolge feierte als auf den längeren Strecken und die er in seiner Autobiographie als „glücksspielähnlich“ (im Original: „something of a crapshoot“) bezeichnete. Ohno holte in Turin zudem auf der 1000-Meter-Distanz sowie mit der US-Staffel zweimal Bronze. Neben Chad Hedrick war er einer der erfolgreichsten Athleten aus dem US-amerikanischen Olympiakader von 2006. Zwei Jahre später wurde er bei den Weltmeisterschaften 2008 in Gangneung zum einzigen Mal in seiner Laufbahn Weltmeister im Mehrkampf. Im Zeitraum von 2002 bis 2013 war Ohno der einzige nicht für Südkorea startende Shorttracker, der diesen Titel errang. 2009 gewann die US-Staffel in Wien zum zweiten Mal nach 2001 die WM-Goldmedaille. Seine letzten Wettbewerbe absolvierte Ohno bei den Winterspielen 2010 in Vancouver, wo er wie 2006 drei Medaillen gewann: Silber über 1500 Meter hinter Lee Jung-su sowie Bronze über 1000 Meter und mit der Staffel an der Seite von John Celski, Simon Cho, Travis Jayner und Jordan Malone. Den 500-Meter-Wettkampf beendete er an zweiter Stelle, wurde jedoch nach dem Rennen disqualifiziert, weil er François-Louis Tremblay gestoßen hatte. Insgesamt gewann Ohno bei seinen Auftritten in Salt Lake City, Turin und Vancouver acht olympische Medaillen. Damit übertraf er den von Bonnie Blair gehaltenen Rekord, die als bis dahin historisch erfolgreichste US-Teilnehmerin an Olympischen Winterspielen sechs Medaillen – darunter fünf goldene – gewonnen hatte. Nach Olympia 2010 trat Ohno nicht mehr zu Shorttrack-Wettkämpfen an, trainierte aber weiter und hielt sich zunächst eine Rückkehr in das US-Team für die Winterspiele 2014 in Sotschi offen. Im April 2013 gab er bekannt, keine weitere Olympiateilnahme anzustreben. Damit erklärte er faktisch sein Karriereende.

## Außersportliche Tätigkeiten

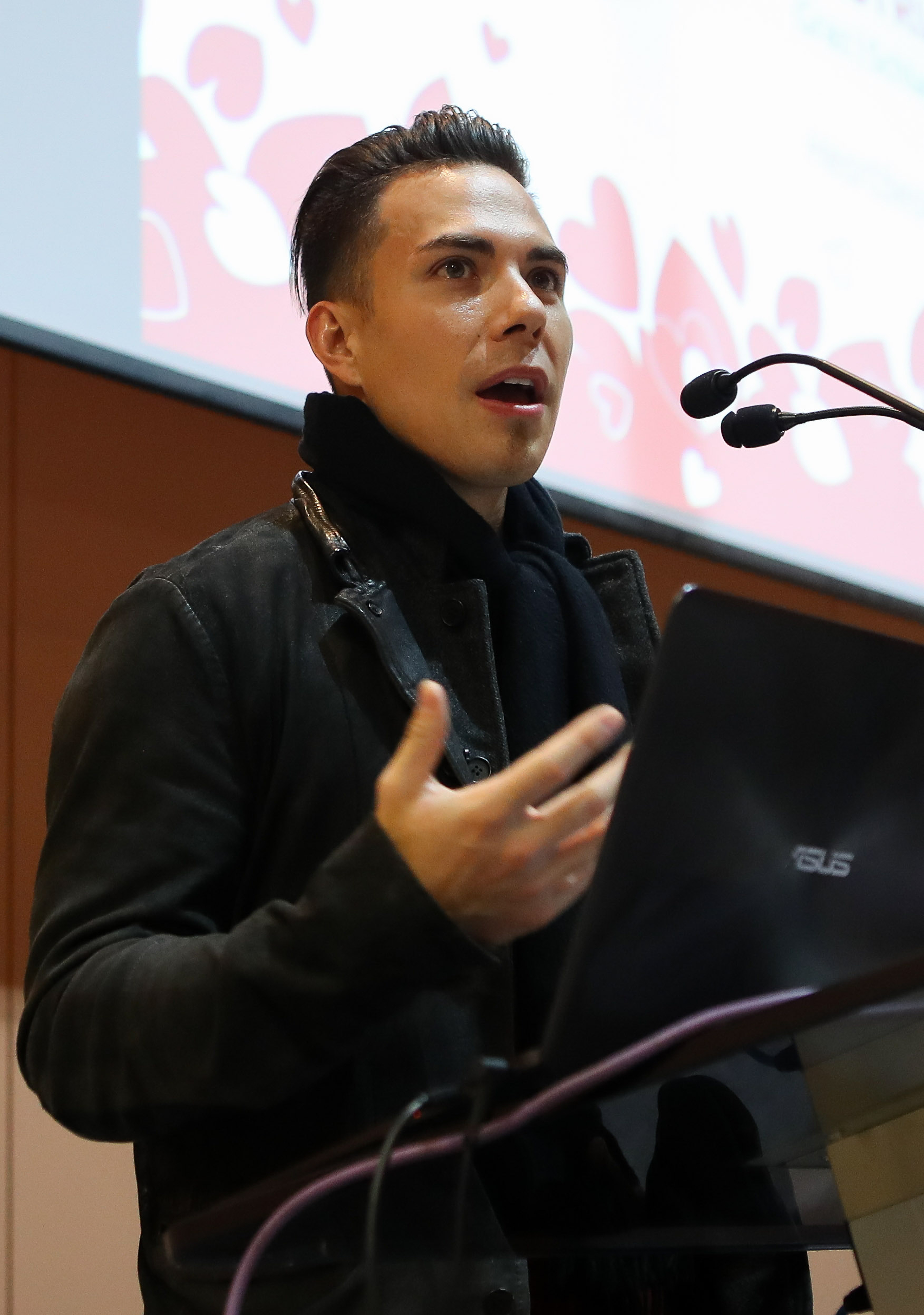
Ohno als Redner bei den Special Olympics World Winter Games 2017 in Graz

Die hohe mediale Präsenz von Ohno vor allem in den Olympiaübertragungen von NBC – die ihn unter allen Teilnehmern der Winterspiele sowohl 2002 als auch 2006 und 2010 am häufigsten erwähnten – verschaffte ihm große Popularität in der amerikanischen Öffentlichkeit. Seine Bekanntheit erweiterte er mit einem Auftritt in der vierten Staffel der Tanz-Castingshow Dancing with the Stars, die er im Mai 2007 mit seiner Partnerin Julianne Hough gewann. Ohno trat in der Folge als Werbeträger für Marken wie Coca-Cola und Omega in Erscheinung, Alaska Airlines druckte im Vorfeld der Olympischen Winterspiele 2010 sein Bild auf eine Boeing 737. Ein Sportvermarkter verortete ihn Anfang 2010 unter den 100 am besten verdienenden US-Sportlern – mit deutlichem Abstand auf die absoluten Topverdiener um Golfer Tiger Woods, auch bedingt durch die „Obskurität“ von Shorttrack im Vergleich zu etablierten Sportarten wie Basketball und American Football. Ohnos Einnahmen durch Sponsorenverträge im Jahr vor den Winterspielen in Vancouver wurden von Forbes auf anderthalb Millionen US-Dollar geschätzt.
Neben Gastauftritten in verschiedenen Fernsehserien und -shows (unter anderem in einer Episode von Hawaii Five-0 sowie bei Best Time Ever with Neil Patrick Harris) moderierte Ohno 2013 die Spielshow Minute to Win it. Für NBC wirkte er als Kommentator an der Berichterstattung von den Winterspielen 2014 und 2018 mit. Nachdem er bereits 2002 und 2010 zwei Autobiographien veröffentlicht hatte, war er 2020 Teil der Dokumentation The Weight of Gold von HBO Sports. Dort sprach er neben anderen Olympiasiegern in Interviews insbesondere über psychische Herausforderungen während und nach seiner Laufbahn.
Im Lauf seiner Karriere setzte sich Ohno für mehrere gute Zwecke ein, darunter die Initiative Product Red im Jahr 2006. Seit 2012 ist er Global Ambassador (weltweiter Botschafter) für die Special Olympics. Nach seinem Rücktritt vom aktiven Sport betätigte sich Ohno in unterschiedlichen Feldern als Geschäftsmann mit einem Schwerpunkt im asiatischen Raum. Er investierte unter anderem in Seltene Erden, digitale Währungen und Gesundheitstechnologie. Zudem tritt er als professioneller Redner auf.

## Persönliches
Apolo Anton Ohnos Vater Yuki Ohno wanderte in den 1970er-Jahren aus Japan in die Vereinigten Staaten ein. Seine amerikanische Mutter lernte Apolo Ohno nicht kennen, sie verließ die Familie in seinem ersten Lebensjahr. Gegenüber Sports Illustrated bestätigte Ohno 2002, dass er einen zehn Jahre älteren Halbbruder habe, der wie seine Mutter keine Rolle in seinem Leben gespielt habe. Ohno bezeichnet sich selbst als Hapa – ein ursprünglich hawaiianischer Begriff für eine Person mit gemischter ethnischer Herkunft – und betont die Bedeutung, die sein multiethnischer Hintergrund für ihn habe: Weil ihm selbst beim Aufwachsen ein asiatisch-amerikanisches Vorbild in Fernsehen und Sport gefehlt habe, setze er sich besonders für die Repräsentation dieser Gruppe ein.
Die Beziehung zu seinem Vater beschreibt Ohno als ausgesprochen positiv. Er habe jeden seiner Schritte begleitet und sei die wichtigste Person hinter seinen Erfolgen. Gleichzeitig berichteten sowohl die US-Medien als auch Ohno selbst in seinen Autobiographien ausführlich über seine rebellische Teenagerzeit. Mit 13 Jahren verbrachte er demnach viel Zeit mit älteren Freunden, was seinen Vater befürchten ließ, dass sie ihn negativ beeinflussten. Auch aus diesem Grund legte Yuki Ohno Wert darauf, dass sein Sohn Seattle im Sommer 1996 verließ und für das Training mit dem US-Juniorenteam nach Lake Placid zog. Apolo Ohno empfand seinen Vater als überfürsorglich und wehrte sich zunächst gegen den Umzug, lebte sich aber nach einer Eingewöhnungszeit im neuen Umfeld ein. Als „life-defining moment“ (auf Deutsch: entscheidenden Moment seines Lebens) beschrieb Ohno die Zeit nach der verpassten Olympiaqualifikation 1998: Er sei sich unsicher gewesen, ob er weiter Shorttrack betreiben sollte; sein Vater habe ihn daraufhin für gut eine Woche alleine in einer abgeschiedenen Hütte an der Küste Washingtons abgesetzt, wo er die Entscheidung getroffen habe, sich dem Sport voll zu verschreiben.
Ein Artikel der New York Times von Anfang 2010 bescheinigte Ohno seit seiner ersten Olympiateilnahme 2002 einen geistigen und körperlichen Reifeprozess, der in erster Linie auf seine Trainer John Schaeffer und Jae Su Chun (den US-Nationaltrainer von 2007 bis 2012) sowie auf seinen Vater zurückzuführen sei. Ohno habe seine Emotionen in den Griff bekommen und klinge häufig wie ein Zen-Meister. Seit der Zusammenarbeit mit einem Sportpsychologen war Meditation nach Ohnos Aussage wesentlicher Bestandteil seines Trainings. Ohno, der als Jugendlicher den Spitznamen „Chunky“ (auf Deutsch etwa: Dickerchen) trug, entwickelte in den 2000er-Jahren eine Leidenschaft für das Laufen. Nach seinem Karriereende als Shorttracker beendete er unter anderem den New-York-City-Marathon 2011 in 3:25:14 Stunden sowie den Ironman Hawaii 2014 in 9:52:27 Stunden. Im Januar 2013 gab er bekannt, dass er seit Beginn seiner sportlichen Laufbahn einen belastungsbedingten Bronchospasmus habe, den er seit der 2000 erfolgten Diagnose mit Bronchodilatatoren behandelte. Ohno erklärte im Rückblick auf seine Laufbahn, dass er während seiner aktiven Zeit nicht öffentlich über diese gesundheitliche Einschränkung sprechen wollte, unter anderem um keine Schwächen zu zeigen. Er musste seine Medikation aber bei Dopingkontrollen im Einklang mit den olympischen Dopingrichtlinien anzeigen.
2010 zog Ohno von Salt Lake City, wo er sich auf die Winterspiele in Vancouver vorbereitet hatte, nach Los Angeles.

## Öffentliches Bild und Würdigung

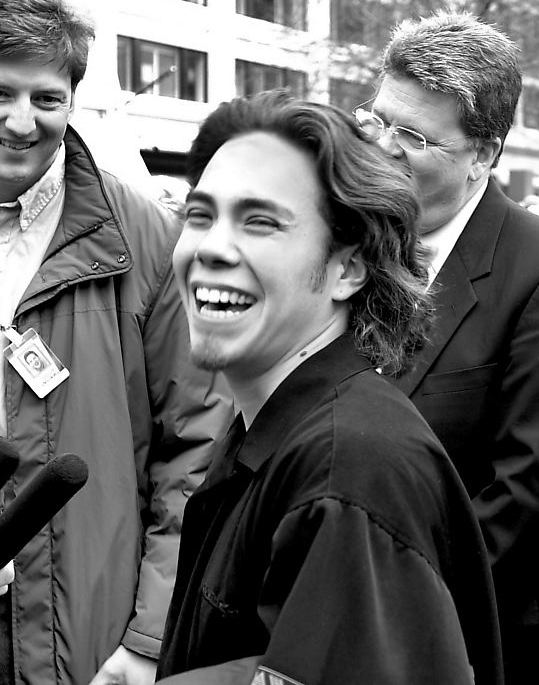
Ohno im März 2002 in Seattle kurz nach seinen ersten olympischen Erfolgen

Bei der Entwicklung und Popularisierung des US-amerikanischen Shorttracks nimmt Apolo Ohno eine zentrale Stellung ein. Seit seinem Auftritt bei den Winterspielen 2002 gilt er als bekanntestes Gesicht der Sportart, die in den Vereinigten Staaten zuvor nahezu unbekannt war und deren Wettbewerbe viele Amerikaner ausschließlich seinetwegen verfolgten. Die Olympiamedaillengewinner John Celski – wie Ohno aus Federal Way stammend – und Jordan Malone nannten ihn als ihr Idol und den Grund, warum sie mit der Sportart angefangen hatten. Eine Rolle für Ohnos Wahrnehmung als Publikumsliebling spielte sein markantes Aussehen mit langen Haaren, Bandana und Soul Patch. Darüber hinaus galt sein Werdegang einigen Beobachtern als Beispiel für eine amerikanische Erfolgsgeschichte. Von seinem anfänglichen Scheitern erholte er sich demnach mit einer Mischung aus Wagemut, harter Arbeit, Demut und Selbstbewusstsein. Gemäß einer alternativen Sichtweise stand Ohno hingegen für negative Attribute, die mit den Vereinigten Staaten verbunden werden, darunter Arroganz, Schikane („bullying“) und wenig Rücksicht anderen gegenüber. Diese Perspektive war vor allem in Südkorea verbreitet, wo Ohno nach dem 1500-Meter-Finale von Salt Lake City 2002 über mehrere Jahre eine Symbolfigur des Antiamerikanismus war und erst nach Ende seiner Laufbahn wieder positive Presse erhielt. Die deutsche Tageszeitung (taz) zitierte noch 2010 die Shorttrackerin Aika Klein, Ohno sei „nicht immer ein sehr fairer Läufer“ und genieße einen Vorteil bei Schiedsrichterentscheidungen.
Ohno wurden verschiedene Ehrungen und Aufnahmen in Ruhmeshallen zuteil: 2007 wurde er in die drei Jahre zuvor in Seattle gegründete Asian Hall of Fame aufgenommen, im Mai 2016 in die US Speedskating Hall of Fame. Der US-Eisschnelllaufverband hatte ihn bereits 2003 als Athleten des Jahres ausgezeichnet. Dreimal stand er unter den Finalisten des James E. Sullivan Awards. Seit 2019 gehört er der United States Olympic & Paralympic Hall of Fame an.

## Statistik

### Olympische Winterspiele

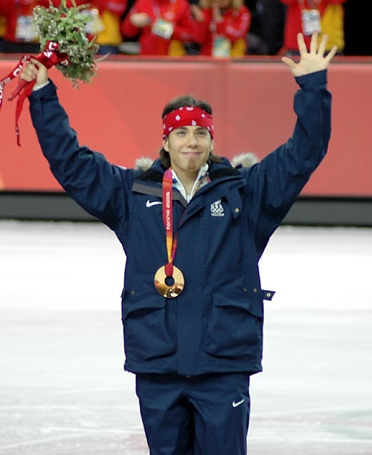
Ohno mit der olympischen Goldmedaille nach dem 500-Meter-Rennen in Turin 2006

Von 2002 bis 2010 zählte Apolo Anton Ohno bei drei aufeinanderfolgenden Winterspielen zum US-amerikanischen Aufgebot. Er nahm an zwölf Wettkämpfen teil, in denen er acht Medaillen, darunter zwei goldene, gewann.
| Olympische Winterspiele | Olympische Winterspiele | 500 m | 1000 m | 1500 m | Staffel |
| Jahr                    | Ort                     | 500 m | 1000 m | 1500 m | Staffel |
| ----------------------- | ----------------------- | ----- | ------ | ------ | ------- |
| 2002                    | Salt Lake City          | 11.   | 2.     | 1.     | 4.      |
| 2006                    | Turin                   | 1.    | 3.     | 8.     | 3.      |
| 2010                    | Vancouver               | 8.    | 3.     | 2.     | 3.      |

### Weltmeisterschaften
1997 nahm Ohno in Nagano an seinen ersten Shorttrack-Weltmeisterschaften teil. Bis 2009 folgten neun weitere WM-Starts. 1998 qualifizierte er sich nicht für das US-Nationalteam, in den späteren olympischen Jahren verzichtete er (teils verletzungsbedingt) auf eine Teilnahme. Bis einschließlich der WM 2000 führt die Internationale Eislaufunion (ISU) nur die Erstplatzierten im Mehrkampf und in Staffeln als Medaillengewinner, seit 2001 wird diese Ehre auch den Besten auf den Einzelstrecken 500 Meter, 1000 Meter und 1500 Meter zuteil. Das 3000-Meter-Rennen zählt weiterhin ausschließlich für den Mehrkampf. Wettbewerbe, in denen keine Medaillen vergeben wurden, sind in der folgenden Tabelle mit einem leichten grauen Hintergrund markiert. Die Darstellung der Ergebnisse folgt Ohnos Profil in der ISU-Datenbank. Demnach gewann er sechs Goldmedaillen, fünf Silbermedaillen und vier Bronzemedaillen bei Weltmeisterschaften. Seinen einzigen Titel im Mehrkampf errang er 2008 in Gangneung.
Ergebnisüberblick
| Weltmeisterschaften | Weltmeisterschaften | 500 m           | 1000 m          | 1500 m          | 3000 m          | Mehrkampf       | Staffel         |
| Jahr                | Ort                 | 500 m           | 1000 m          | 1500 m          | 3000 m          | Mehrkampf       | Staffel         |
| ------------------- | ------------------- | --------------- | --------------- | --------------- | --------------- | --------------- | --------------- |
| 1997                | Nagano              | VL              | VL              | HF              | DNQ             | 19.             | 4.              |
| 1998                | Wien                | keine Teilnahme | keine Teilnahme | keine Teilnahme | keine Teilnahme | keine Teilnahme | keine Teilnahme |
| 1999                | Sofia               | 2.              | 6.              | 5.              | 4.              | 4.              | 7.              |
| 2000                | Sheffield           | 5.              | 6.              | 12.             | DNQ             | 9.              | 4.              |
| 2001                | Jeonju              | 17.             | 2.              | 4.              | 1.              | 2.              | 1.              |
| 2002                | Montreal            | keine Teilnahme | keine Teilnahme | keine Teilnahme | keine Teilnahme | keine Teilnahme | keine Teilnahme |
| 2003                | Warschau            | 5.              | 17.             | 4.              | 2.              | 4.              | 6.              |
| 2004                | Göteborg            | 9.              | 8.              | 17.             | DNQ             | 9.              | 8.              |
| 2005                | Peking              | 8.              | 1.              | 17.             | 1.              | 2.              | 3.              |
| 2006                | Minneapolis         | keine Teilnahme | keine Teilnahme | keine Teilnahme | keine Teilnahme | keine Teilnahme | keine Teilnahme |
| 2007                | Mailand             | 7.              | 3.              | 1.              | 3.              | 3.              | 3.              |
| 2008                | Gangneung           | 1.              | 2.              | 7.              | 3.              | 1.              | 4.              |
| 2009                | Wien                | 6.              | 2.              | 4.              | 4.              | 5.              | 1.              |
| 2010                | Sofia               | keine Teilnahme | keine Teilnahme | keine Teilnahme | keine Teilnahme | keine Teilnahme | keine Teilnahme |

Medaillenüberblick
- ein Erfolg im Mehrkampf, fünf Siege auf Einzelstrecken (darunter zwei im 3000-Meter-Superfinale), zwei Siege mit der Staffel
- insgesamt sechs Goldmedaillen bei Weltmeisterschaften, darunter vier Einzelgoldmedaillen

| Disziplin | 1.    | 2.    | 3.    | Podium  |
| --------- | ----- | ----- | ----- | ------- |
| Mehrkampf | 1 ×   | 2 ×   | 1 ×   | 4       |
| 500 m     | 1 ×   | (1)   |       | 1 (2)   |
| 1000 m    | 1 ×   | 3 ×   | 1 ×   | 5       |
| 1500 m    | 1 ×   |       |       | 1       |
| 3000 m 1  | (2)   | (1)   | (2)   | (5)     |
| Einzel    | 4 ×   | 5 ×   | 2 ×   | 11 (17) |
| Staffel   | 2 ×   |       | 2 ×   | 4       |
| Gesamt    | 6 (8) | 5 (7) | 4 (6) | 15 (21) |

Neben den Weltmeisterschaften wurden während Ohnos Karriere auch Teamweltmeisterschaften ausgetragen. Hier gewann das US-Team mit Ohno 2008 in Harbin die Goldmedaille und 2009 in Heerenveen Bronze.

### Weltcup
Ohno gehörte von der Erstaustragung des Weltcups 1998/99 bis zu seinem Karriereende 2010 nahezu durchgehend zum US-Kader der höchsten Rennserie. (Im Winter 2006/07 legte er eine mehrmonatige Auszeit ein und startete nicht im Weltcup, 2001/02 nur bei einer von fünf Stationen.) In dieser Zeit entschied er 57 Weltcupveranstaltungen für sich: fünf Rennen über 500 Meter, elf über 1000 Meter, dreizehn über 1500 Meter und elf über 3000 Meter, dazu vier Staffeln und dreizehn Mehrkämpfe. 3000-Meter-Rennen und Mehrkämpfe zählten seit der Saison 2006/07 nicht mehr zum Weltcupprogramm. In den Wintern 2000/01, 2002/03 und 2004/05 entschied Ohno die Gesamtweltcupwertung im Mehrkampf für sich, 2000/01 zusätzlich die Gesamtklassements aller Distanzen.
Die folgende Tabelle bildet für jede Saison das Ergebnis Ohnos in den Gesamtwertungen über 500 Meter, 1000 Meter, 1500 Meter und im Mehrkampf (bis 2006) ab sowie – nicht nach Disziplin aufgeschlüsselt und inklusive Staffeln – die Zahl seiner Weltcupsiege und Podiumsplatzierungen in dieser Saison.
| Saison    | 500 m           | 1000 m          | 1500 m          | Mehrkampf           | 1.              | 2.              | 3.              |
| --------- | --------------- | --------------- | --------------- | ------------------- | --------------- | --------------- | --------------- |
| 1998/99   | 18.             | 9.              | 6.              | 8.                  | 1               | 0               | 2               |
| 1999/2000 | 8.              | 4.              | 8.              | 7.                  | 2               | 2               | 3               |
| 2000/01   | 1.              | 1.              | 1.              | 1.                  | 15              | 2               | 0               |
| 2001/02   | 28.             | 22.             | 26.             | 22.                 | 1               | 2               | 0               |
| 2002/03   | 6.              | 1.              | 3.              | 1.                  | 8               | 6               | 2               |
| 2003/04   | 4.              | 2.              | 2.              | 3.                  | 5               | 1               | 7               |
| 2004/05   | 2.              | 1.              | 1.              | 1.                  | 13              | 13              | 1               |
| 2005/06   | 5.              | 3.              | 3.              | 3.                  | 8               | 0               | 3               |
| 2006/07   | keine Teilnahme | keine Teilnahme | keine Teilnahme | keine Teilnahme     | keine Teilnahme | keine Teilnahme | keine Teilnahme |
| 2007/08   | –               | 11.             | 16.             | nicht ausge- tragen | 1               | 1               | 1               |
| 2008/09   | 21.             | 5.              | 19.             | nicht ausge- tragen | 2               | 1               | 1               |
| 2009/10   | 9.              | 2.              | 5.              | nicht ausge- tragen | 1               | 3               | 0               |

### Publikationen
- mit Alan Abrahamson: Zero regrets : be greater than yesterday. Atria Books, New York 2010, ISBN 978-1-4516-0908-0. Online verfügbar im Textarchiv – Internet Archive
- mit Nancy Ann Richardson: A journey : the autobiography of Apolo Anton Ohno. Simon & Schuster Books for Young Readers, New York 2002, ISBN 978-0-689-85608-2. Online verfügbar im Textarchiv – Internet Archive

### Biographien und Sekundärliteratur
- John Slack: Not Sporting: The Short Track Racing Incident. In: David Straub (Hrsg.): Anti-Americanism in democratizing South Korea. Walter H. Shorenstein Asia Pacific Research Center, Stanford, CA, 2015, S. 133–155. Online verfügbar im Textarchiv – Internet Archive
- Terumi Rafferty-Osaki: Apolo Anton Ohno. In: Xiaojian Zhao & Edward Park (Hrsg.): Asian Americans: An Encyclopedia of Social, Cultural, Economic, and Political History. Greenwood 2013. ISBN 978-1-59884-239-5. S. 890–891.
- Ken Robison: Apolo Ohno. Morgan Reynolds Pub., Grensboro 2012, ISBN 978-1-59935-186-5. Online verfügbar im Textarchiv – Internet Archive
- Michael V. Uschan: Apolo Anton Ohno. Lucent Books, Detroit 2011, ISBN 978-1-4205-0603-7. Online verfügbar im Textarchiv – Internet Archive
- Apolo Anton Ohno in Internationales Sportarchiv 46/2010 vom 16. November 2010, im Munzinger-Archiv (Artikelanfang frei abrufbar)
- Rebecca Aldridge: Apolo Anton Ohno. Chelsea House, New York 2009, ISBN 978-1-60413-565-7. Online verfügbar im Textarchiv – Internet Archive